# 尼古拉斯維爾 (阿拉巴馬州)
尼古拉斯維爾（英語：Nicholsville）是一個位於美國阿拉巴馬州馬倫戈縣的非建制地區。該地的面積和人口皆未知。

## 地理
尼古拉斯維爾的座標為32°00′29″N 87°54′07″W / 32.00806°N 87.90194°W，而該地的平均海拔高度為57米（即187英尺）。